# Elina Rodríguez
Elina Rodríguez (ur. 11 lutego 1997) – argentyńska siatkarka, reprezentantka kraju, grająca na pozycji przyjmującej. Od sezonu 2020/2021 występuje we francuskiej drużynie Vandœuvre Nancy VB.

## Sukcesy klubowe
Mistrzostwo Argentyny:
- 2018

Mistrzostwo Włoch:
- 2019

Liga Mistrzyń:
- 2019

## Sukcesy reprezentacyjne
Puchar Panamerykański U-23:
- 2016

Igrzyska Panamerykańskie:
- 2019

## Nagrody indywidualne
- 2018: Najlepsza przyjmująca Pucharu Panamerykańskiego